# Wild Nights with Emily
Pour plus de détails, voir Fiche technique et Distribution.
Wild Nights with Emily est un film américain écrit et réalisé par Madeleine Olnek, sorti en 2018.

## Synopsis
Histoire d'une partie peu connue de la vie de l'écrivaine Emily Dickinson. Le film s'attardera sur sa relation amoureuse avec Susan Huntington Gilbert, qui se trouvera être aussi sa belle-sœur. 

## Fiche technique
- Titre : Wild Nights with Emily / The Secret Life of Emily Dickinson
- Réalisation : Madeleine Olnek
- Scénario : Madeleine Olnek
- Directeur de la photographie : Anna Stypko
- Montage : Lee Eaton, Tony Clemente Jr. (crédité comme Anthony Clemente)
- Musique :
- Production : Madeleine Olnek, Anna Margarita Albelo, Casper Andreas, Max Rifkind-Barron
- Sociétés de production : P2 Films, Salem Street Entertainment, UnLTD Productions
- Sociétés de distribution :
- Pays d'origine :  États-Unis
- Langue originale : anglais
- Lieu de tournage :
- Format : couleur
- Genre : Historique, comédie, romance saphique
- Durée : 84 minutes
- Dates de sortie :
  - États-Unis :
    - 15 avril 2018 (Sarasota Film Festival)
    - 7 juin 2018 (Seattle International Film Festival)
    - 13 juin 2018 (Provincetown International Film Festival)
    - 12 avril 2019

  - Royaume-Uni : 28 juin 2018 (Edinburgh International Film Festival)
  - Irlande : 11 juillet 2018 (Galway Film Fleadh)
  - Danemark : 27 octobre 2018 (MIX Copenhagen)

## Distribution
- Molly Shannon : Emily adulte
- Amy Seimetz : Mabel
- Susan Ziegler : Susan adulte
- Jackie Monahan : Lavina adulte
- Kevin Seal : Austin adulte
- Brett Gelman : Higginson
- Dana Melanie : Emily jeune
- Joel Michaely : Edward Dickinson
- Sasha Frolova : Susan jeune
- Lisa Haas : Maggie
- Casper Andreas : Joseph Lyman
- Allison Lane : The Widow Kate
- Robert McCaskill : Ralph Waldo Emerson
- David Albiero : David Peck Todd
- Marc Alan Austen : l'invité à la soirée